# Кастроподаме
Кастроподаме (ісп. Castropodame) — муніципалітет в Іспанії, у складі автономної спільноти Кастилія-і-Леон, у провінції Леон. Населення — 1812 осіб (2010).
Муніципалітет розташований на відстані близько 330 км на північний захід від Мадрида, 75 км на захід від Леона.
На території муніципалітету розташовані такі населені пункти: (дані про населення за 2010 рік)
- Каламокос: 259 осіб
- Кастроподаме: 236 осіб
- Матачана: 576 осіб
- Сан-Педро-Кастаньєро: 106 осіб
- Тур'єнсо-Кастаньєро: 202 особи
- Вілорія: 187 осіб
- Вільяверде-де-лос-Сестос: 246 осіб

## Демографія
Динаміка населення (INE ):